# Lee Scoresby
Lee Scoresby er en fiktiv luftskipper fra Texas i Philip Pullmans trilogi Det gyldne kompas. Med hensyn til hans navn, har Pullman udtalt at det kommer fra 2 kilder. Den ene var skuespilleren Lee Van Cleef, der ligner karakteren. Den anden var den arktiske opdagelsesrejsende William Scoresby . 
I bogen, Once Upon a Time in the North, som virker som en forløber til Det gyldne kompas, og der er Scoresby fireogtyve år gamle. Han møder panserbjørnen Iorek Byrnison, da de begge hjælper en hollandsk kaptajn, van Breda, med at flygte med sin last, i den ruslandske havn fra byen Odense. Med flere detajler fra bogen, kan man regne ud at Scoresby er nioghalvtreds ved starten af trilogien. 
Scoresby er meget velkendt på Arktis og yderst kvalificeret til at håndtere sine luftballoner. Han er dygtig med en pistol og aldrig voldelig. Han er intelligent og lidt pengegrisk, men med en konsekvent etikette. Hans drøm er at sælge sine luftballoner og købe en ranch tilbage i Texas. 
Scoresbys bedste ven er Iorek Byrnison. De har kæmpet sammen og Scoresby har engang reddet Ioreks liv. 
Scoresby (og hans daimon, haren Hester) opfylder deres løfter til John Faa og jypsierne, ved at hjælpe dem til Bolvangar og redde de fangne børn. Han er bliver også rigtig glad da han hører at Iorek er blevet hyret af de samme jypsier. 
Da jypsierne er færdige med at ødelægge Bolvangar, angriber Mrs. Coulter med nogle tartaere for at kidnappe sin datter, Lyra. Scoresby redder Iorek i kampens anden del og når lige i tide at redde Lyra og hendes ven Roger fra Mrs. Coulter. Alle fire, med hjælpe fra hekse, undslipper. 
På denne rejse, udtrykker Scoresby sin bekymring overfor heksedronningen Serafina Pekkala, over hele situationen. Han er usikker på hvad det er for en krig han er fanget og usikker på hvilken side han er på – ja i det hele taget hvilke sider der er. Men han lover loyaltitet overfor Lyra. Han er også foruroliget over heksenes ide om skæbne. 
Hele selskabet bliver angrebet af klippegaster og Lyra falder ud af ballonen, og Iorek og Roger går ud for at lede efter hende så snart ballonen lander. Imens Scoresby flyver med heksene, åbner Lord Asriel døren indtil en anden verden. Skubbet af vinden, bliver Lee og heksene fejet langt væk, men de formår alligevel at indkalde til et hekseråd. Scoresby får derefter det enestående priviligium at tilslutte sig hekserådet.
Scoresby fortæller Serafina og de andre hekse, at han har hørt om en genstand der kan beskytte vogteren. En mystisk professor, ved navn Grumman, kender til dets opholdssted. Scoresby har til indsigt at opsøge denne Grumman og derefter tage objektet (Skyggernes kniv) med tilbage til Lyra. 
På hans mission er han tvunget til at dræbe en ansat indenfor kirken. Han bruger sin ring, der giver ham noget magt og autoritet. 
Scoresby og Hester finder Grumman og finder ud af at han i virkeligheden er John Parry, fra vores egen verden. John er blevet shaman og har lært at bruge magi. Han hævder at have tiltrukket Scoresby via hans mors ring. 
Holdet rejser ud for at finde knivens vogter, og Grumman fortæller Scoresby om hans opgave og Grumman tager Lyra under hans beskyttelse. De bruger kirkens ringmærke til at få Scoresbys konfiskerede balloner tilbage. 
Mens holdet flygter, opdager de ikke at de bliver forfulgt. Shamanens magi ødelægger 3 ud af de 4 zeppelinere, men Scoresby mister også sin ballon i kampen. Mens de flygter fra den sidste zeppeliner, bliver de trængt ind i en lille slugt. 
Scoresby holder modstand i passet, mens Grumman flygter, dræber alle krigerne og sprænger den sidste zeppeliner. Han bliver selv dræbt i kampen. Hans død bliver beskrevet på en meget bevægende måde, hvor han siger farvel til sin grædende daimon (sjæl) som kigger på hende en sidste gang, inden hun forsvinder. 
Lyra og Will finder ham i De Dødes Land og han vender kort tilbage til livet for at for hjælpe med at bekæmpe Genfærdene, før hans sjæl bliver opløst på samme måde som Hester blev. Han siger også at han vil lede efter sin mors partikler og hans "hjertenskære". 
Det amerikanske skuespilsikon Sam Elliott spiller Scoresby i filmen Det Gyldne Kompas. 

## Fodnoter
1. ↑  Teaching with Children's Books and Authors in Your Classroom | Scholastic.com